# Nissan Motors Football Club 1983
Questa voce raccoglie le informazioni riguardanti il Nissan Motors Football Club nelle competizioni ufficiali della stagione 1983.

## Stagione
Nella stagione 1983 il Nissan Motors lottò fino in fondo nelle competizioni a cui era iscritto: nelle coppe la squadra giunse in finale, dove incontrò lo Yanmar Diesel, vincitore in Coppa di Lega grazie a un'autorete, ma sconfitto per 2-0 in coppa nazionale. In campionato il Nissan Motors fu, assieme allo Yomiuri, protagonista di un testa a testa in vetta alla classifica risoltosi solo grazie alla vittoria di quest'ultima squadra nello scontro diretto.

## Maglie e sponsor
| Manica sinistra · Manica sinistra · Maglietta · Maglietta · Manica destra · Manica destra · Pantaloncini · Calzettoni | Manica sinistra · Maglietta · Manica destra · Pantaloncini · Calzettoni |  |

## Rosa
| N. |                     | Ruolo | Calciatore       |
| -- | ------------------- | ----- | ---------------- |
| 1  | Giappone (bandiera) | P     | Mutsuo Sakata    |
| 10 | Giappone (bandiera) | C     | Kazushi Kimura   |
| 12 | Giappone (bandiera) | A     | Takashi Mizunuma |
| 15 | Giappone (bandiera) | C     | Makoto Sugiyama  |
| 19 | Giappone (bandiera) | D     | Takeshi Koshida  |
| 24 | Giappone (bandiera) | D     | Shinji Tanaka    |
| 28 | Brasile (bandiera)  | C     | Ademar Pereira   |
|    | Giappone (bandiera) | P     | Takashi Yasui    |
|    | Giappone (bandiera) | P     | Maya Iwasaki     |
|    | Giappone (bandiera) | D     | Shinobu Ikeda    |

| N. |                     | Ruolo | Calciatore         |
| -- | ------------------- | ----- | ------------------ |
|    | Giappone (bandiera) | D     | Yoshiaki Shimojo   |
|    | Giappone (bandiera) | D     | Hajime Ishii       |
|    | Giappone (bandiera) | D     | Yasuhiro Higuchi   |
|    | Giappone (bandiera) | C     | Nobutoshi Kaneda   |
|    | Giappone (bandiera) | C     | Masaaki Sakaida    |
|    | Giappone (bandiera) | C     | Hidehiko Shimizu   |
|    | Giappone (bandiera) | C     | Takeshi Takama     |
|    | Giappone (bandiera) | A     | Kōichi Hashiratani |
|    | Giappone (bandiera) | A     | Hiroshi Hayano     |

## Statistiche

### Statistiche di squadra
| Competizione          | Punti | Totale | Totale | Totale | Totale | Totale | Totale | DR  |
| Competizione          | Punti | G      | V      | N      | P      | Gf     | Gs     | DR  |
| --------------------- | ----- | ------ | ------ | ------ | ------ | ------ | ------ | --- |
| JSL Division 1        | 25    | 18     | 11     | 3      | 4      | 28     | 17     | +11 |
| JSL Cup               | -     | 4      | 2      | 1      | 1      | 8      | 6      | +2  |
| Coppa dell'Imperatore | -     | 5      | 5      | 0      | 0      | 22     | 4      | +18 |
| Totale                |       | 27     | 18     | 4      | 5      | 58     | 27     | +31 |